# Pasquale Poccianti

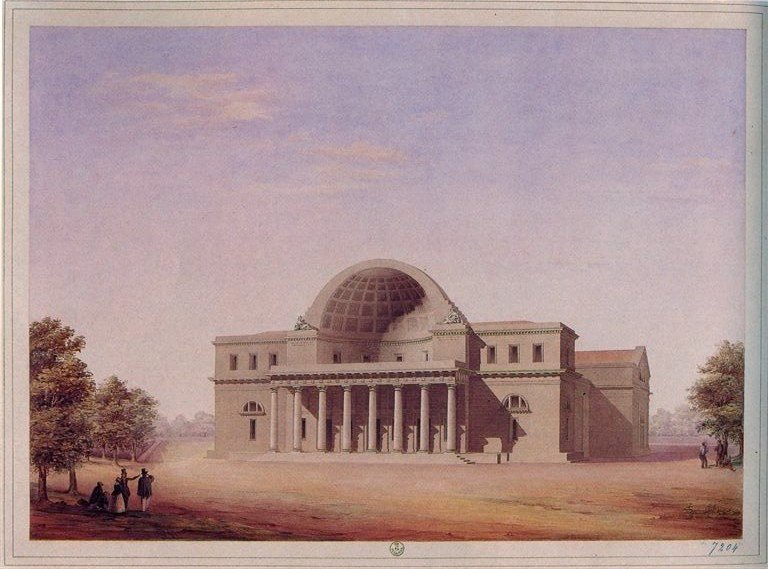
Cisternone in Livorno

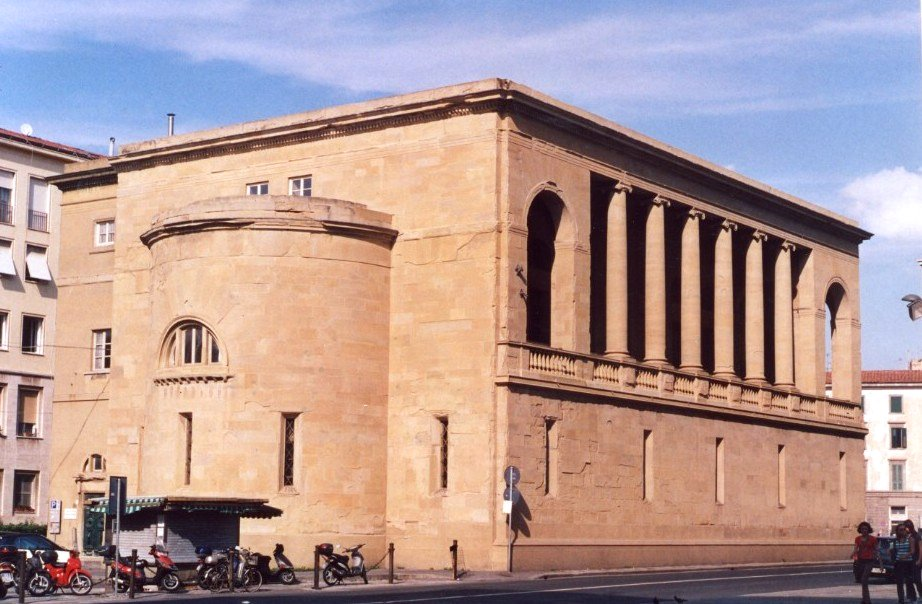
Cisternino in Livorno

Pasquale Poccianti (* 16. Mai 1774 in Bibbiena; † 21. Oktober 1858 in Florenz) war ein italienischer Architekt. Er war einer der Hauptvertreter der klassizistischen Architektur in der Toskana.

## Leben
Pasquale Poccianti wurde 1774 als Sohn von Pietro und Margherita Falesi im toskanischen Bibbiena geboren. Nach dem Tod seines Vaters kam er mit 10 Jahren zu einem Onkel nach Florenz. Ab 1791 war er dort an der Accademia Fiorentina di Belle Arti in der Architekturklasse eingeschrieben. Sein Lehrer war Gaspare Maria Paoletti.
1794, kaum zwanzigjährig, beendete er seine Studien und trat in das Scrittoio delle Regie Fabbriche ein, eine technische Abteilung, die im Auftrag des Großherzogtums Toskana sowohl zivile als auch militärische Bauprojekte leitete. Ab 1806 arbeitete er für die Stadt Livorno, zuerst als Assistent von Neri Zocchi, dann ab 1809 als Architekt. Ab 1817, nach dem Tode von Giuseppe Manetti, war er erster Architekt der Regie Fabbriche und blieb es bis zu seiner Pensionierung 1835. Auch danach arbeitete er bis ins hohe Alter als beratender Architekt für den Großherzog, war ab 1849 Mitglied der Direzione dei Lavori d’Acque e Strade e delle Fabbriche civili dello Stato und ab 1849 Mitglied des Consiglio d’Arte.
Pasquale Poccianti starb über achtzigjährig nach einem Unfall während einer Feuerwehrübung.

## Baustil
Im Gegensatz zu vielen anderen Architekten der Zeit ging Poccianti nicht zum Studium der antiken Bauwerke nach Rom, sein Stil ist vielmehr, wie es für die Architektur des Klassizismus in der Toskana allgemein gilt, stark durch die Florentiner Renaissance geprägt. Poccianti entwickelte einen persönlichen Stil, vor allem durch die zahlreichen öffentlichen Aufträge, die er ausführte. Er verband die Schlichtheit der Klassik mit abstrakten Formen der Ingenieurarchitektur, bei denen die Struktur des Bauwerks gegenüber dem Ornament betont wird.

## Werke

### Cisternone
Als Pocciantis Hauptwerk gilt der Cisternone, ein zwischen 1828 und 1833 errichteter Wasserspeicher in Livorno. Er ist Teil einer Wasserleitung (Acquedotto Leopoldino), die von Colognole bei Collesalvetti nach Livorno führt, und deren Bau Poccianti ab 1809 leitete. Über einem Portikus mit acht Säulen erhebt sich eine kassettierte Halbkuppel. Das Gebäude zeigt Anklänge an altrömische Zisternen und an die französische Revolutionsarchitektur. Weitere Gebäude im Zusammenhang mit der Wasserleitung in Livorno sind die Wasserspeicher Cisternino di città (1848) und das Cisternino di Pian di Rota (1852).

### Umbau des Palazzo Pitti
Ab 1815 befasste sich Poccianti mit dem Umbau des Palazzo Pitti, der Residenz der Großherzöge in Florenz. Dabei entstanden ab 1819 neue prachtvoll ausgestattete Salons im zweiten Stock. 1820 begann der Bau eines Verbindungskorridors zwischen dem Palazzo Pitti und dem Museo di Fisica, quasi als südliche Verlängerung des Gangs zwischen dem Palazzo Vecchio und dem Palazzo Pitti (Corridoio Vasariano). Auch die große Freitreppe vor der Hauptfassade, die erst 1847 fertiggestellt wurde, ist ein Entwurf von Poccianti. 1821 begann die Arbeit am neuen Vestibül im Erdgeschoss im dorischen Stil, und 1822 erfolgte die Fertigstellung der Palazzina della Meridiana im Boboli-Garten (neue Südfassade, ca. 1830).
Von 1835 bis 1839 entstanden zwei neue große Seitenflügel (Rondò) für den Palast.

### Weitere Werke (Auswahl)
- Schon ab 1794 arbeitet Poccianti mit dem Hofarchitekten Giuseppe Cacialli zusammen an der Villa Medici Poggio Imperiale in Florenz, und beendet sie nach Caciallis Tod. Von Poccianti stammen bei diesem Projekt einzelne Entwürfe, u. a. für die Fassade, eine neue Kapelle und ein neues Theater.
- Eine geschwungene, zweiläufige Treppe und die Orangerie für die Villa Medici in Poggio a Caiano
- Projekt für die neue Scuola di Anatomia (Santa Maria Nuova) in Florenz (1816)
- Garten der Villa Medici L’Ambrogiana in Montelupo Fiorentino (1816)
- Planung einer monumentalen Erweiterung der Biblioteca Medicea Laurenziana in Florenz. Davon realisierte er die Rotonda d'Elci für die Bibliothek des Grafen Angelo d’Elci (1817).
- Cappella della Beata Vergine in San Romano bei Montopoli (1817–1837)
- Projekt für die neue Fassade von San Lorenzo, Restaurierungsarbeiten – Verbindung der Medici-Kapelle mit der Kirche (1835)
- Projekt für die Erweiterung der Kirche Santo Stefano dei Cavalieri in Pisa (1840)
- Restaurierung der Loggia dei Lanzi in Florenz (1847)
- Bagnetti della Puzzolente – Badeanstalt bei Livorno